# Rebecca Sullivan
Rebecca Sullivan (Mount Isa, 11 de septiembre de 1972) es una deportista australiana que compitió en judo. Ganó cinco medallas en el Campeonato de Oceanía de Judo entre los años 1990 y 2000.

## Palmarés internacional
| Campeonato de Oceanía | Campeonato de Oceanía      | Campeonato de Oceanía | Campeonato de Oceanía |
| Año                   | Lugar                      | Medalla               | Categoría             |
| --------------------- | -------------------------- | --------------------- | --------------------- |
| 1990                  | Papeete (Francia)          | Medalla de bronce     | –52 kg                |
| 1992                  | Wellington (Nueva Zelanda) | Medalla de oro        | –52 kg                |
| 1994                  | Sídney (Australia)         | Medalla de bronce     | –52 kg                |
| 1996                  | Wellington (Nueva Zelanda) | Medalla de bronce     | –52 kg                |
| 2000                  | Sídney (Australia)         | Medalla de plata      | –52 kg                |